# 28 de Octubre
28 de Octubre är en ort i Mexiko.   Den ligger i kommunen Tapachula och delstaten Chiapas, i den sydöstra delen av landet, 900 km sydost om huvudstaden Mexico City. 28 de Octubre ligger 97 meter över havet och antalet invånare är 184.
Terrängen runt 28 de Octubre är lite kuperad. Runt 28 de Octubre är det ganska tätbefolkat, med 239 invånare per kvadratkilometer. Närmaste större samhälle är Tapachula, 4,8 km norr om 28 de Octubre. Trakten runt 28 de Octubre består till största delen av jordbruksmark.